# Rudolf Gorgenländer
Rudolf Gorgenländer (* 5. Januar 1974 in Karaganda, Kasachische SSR, Sowjetunion) ist ein ehemaliger deutsch-kasachischer Eishockeyspieler.

## Karriere
Gorgenländer ist russlanddeutscher Abstammung und stand bereits in der Saison 1991/92 im Alter von 17 Jahren im Kader des EHC Freiburg. In den beiden Jahren als Stammspieler dort erlangte er durch sein couragiertes Auftreten eine große Beliebtheit beim Publikum. Nach dem Lizenzentzug für Freiburg 1993 wechselte er zum Schwenninger ERC. Dort blieb er eine Spielzeit und stand auch 1994 im deutschen Kader bei der Junioren-Weltmeisterschaft.
Von der Saison 1994/95 bis 1996/97 spielte er drei Spielzeiten für die Frankfurt Lions. Von dort kehrte er für weitere drei Jahre nach Freiburg zurück. Ab dem Jahr 2000 wechselte er jede Spielzeit. Seine Vereine waren der EC Bad Nauheim, Heilbronner EC, die Bietigheim Steelers und Eisbären Regensburg. In der Saison 2003/04 kehrte er in die DEL zurück. Erneut war es sein Heimatverein, die Wölfe Freiburg, der ihn verpflichtete. Nach einem Jahr wechselte er zum EV Duisburg, den er aber nach erneut nur einem Jahr verließ, um wieder in Regensburg zu spielen. 
Die Saison 2006/07 brachte ihm mit dem EV Ravensburg den Aufstieg in die 2. Eishockey-Bundesliga. Nachdem er im darauf folgenden Jahr mit Ravensburg die Klasse halten konnte, wechselte Gorgenländer zurück nach Freiburg, das nun ebenfalls in die 2. Eishockey-Bundesliga aufgestiegen war. In Freiburg beendete er 2010 seine Karriere. Anfang 2012 kehrt er zum mittlerweile in der Regionalliga Süd/West spielenden EHC Freiburg zurück, um die Mannschaft in der Endphase der Saison zu unterstützen.